# لويس إدواردو لونا
لويس إدواردو لونا (بالإسبانية: Luis Eduardo Luna)‏ هو عالم إنسان كولومبي، ولد في 1947 في فلورنسيا في كولومبيا.

## وصلات خارجية
- لويس إدواردو لونا على موقع قاعدة بيانات الفيلم (الإنجليزية)